# Guará (São Paulo)
Guará is een gemeente in de Braziliaanse deelstaat São Paulo. De gemeente telt 19.168 inwoners (schatting 2009).

## Verkeer en vervoer
De plaats ligt aan de radiale snelweg BR-050 tussen Brasilia en Santos. Daarnaast ligt ze aan de wegen SP-330.